# What Doesn't Kill You
What Doesn't Kill You —en español: Lo que no te mata— es el primer sencillo del segundo álbum de estudio titulado Shangri La, del cantante y compositor británico Jake Bugg. Fue lanzado en forma de descarga digital en el Reino Unido el 24 de septiembre de 2013. La canción fue escrita por Jake Bugg, Iain Archer y producida por Rick Rubin. La canción alcanzó su punto máximo con el número 44 en la lista de sencillos del Reino Unido y el número 32 en Escocia.

## Vídeo Musical
Un vídeo musical para acompañar el lanzamiento de la canción fue lanzado en YouTube el 23 de septiembre de 2013, grabado en blanco y negro y con una longitud total de tres minutos, en él se puede apreciar a Jake cantando acompañado con una guitarra eléctrica.

## Listas de Popularidad
| Chart (2013)                                     | Posición |
| ------------------------------------------------ | -------- |
| Escocia (Scottish Singles Sales Chart)           | 32       |
| Reino Unido UK Singles (Official Charts Company) | 44       |